# ATI Technologies
Az ATI Technologies egy 1985-ben alapított, eredetileg kanadai számítástechnikai cég. 2006 októbere óta teljes egészében az AMD tulajdona. Fő tevékenységi köre grafikus processzorok és videókártyák tervezése volt.

## Története
1985-ben alapította három kínai bevándorló Array Technologies Incorporated néven. Kezdetben nagyobb számítástechnikai cégek, mint például az IBM számára tervezett grafikus chipeket, 1987-re azonban önálló gyártóvá vált, ekkor jelent meg a piacon EGA / VGA Wonder kártyáival. 
2000-ben indította el a híres Radeon sorozatot. Emellett továbbra is tervez külső cégek számára, így például a Microsoft Xbox 360-ban is ATI grafikus chip található. 2006-ban az AMD 5.4 milliárd dollárért szerezte meg. Jelenleg az nVidia cég legfőbb versenytársa az önálló grafikus kártyák piacán.

## Piactörténet
Az első chipek 1985-ben még 2D-s megjelenítésre voltak csak képesek. 1987-ben mutatták be az EGA Wonder és WGA Wonder chipeket.
1991-ben jelent meg a Mach8 nevű technika, amely a gyár első fejlesztése; képes a grafikus megjelenítésre a CPU kihagyása nélkül is. Az utód, a Mach32 1992-ben jelent meg, megnövelt sávszélességgel. 1994-ben a Mach64 már korai előhírnöke volt a hardveres 3D-gyorsításnak. Ennek alapjain készült el a cég első 2D-3D hibrid kártyája, az ATI Rage. A kártya rendkívül sikeres volt, egyedüli vetélytársa a 3dfx Voodoo2-ese volt. A chip az ATI Rage 128-ban teljesedett ki 1999-ben.
1996-ban egy újabb érdekes kártya látott napvilágot, ez volt az ATI All-In-Wonder. Különlegessége, hogy elsőként tartalmazott TV-tuner chipet, lehetővé téve a PC-n való tévézést, felhasználva ehhez a Rage II képességeit. Ugyanebben az évben jelent meg először a laptopokba szánt ATI Mobility sorozat is.
2000-ben egy új sorozat indult a DirectX 7 alapjain, ez az ATI Radeon sorozat. Továbbfejlesztett változatainak gyártása a mai napig folyik.

## Termékek

### Asztali számítógépek
- Graphics Solutions: 8 bites ISA-kártyák, MDA, Hercules, és CGI-támogatással (később EGA is).
- EGA/WGA Wonder: IBM-kompatibilis kártyák, 1987-ből.
- Mach: Hardveres 2D-gyorsítás, főleg Windows alatt. A technológia fejlődésével 3D-támogatás is kezdett benne kialakulni.
- ATI Rage: az első 2D/3D-gyorsító, hardveres DirectX-támogatással és MPEG-2 gyorsítással. Roppant népszerű volt az alsó- és középkategóriás szegmensben. Laptopokba készült változata a Mobility Rage.
- ATI Radeon: 2000-ben jelent meg, DirectX 7 támogatással, valamint hardveres T&L egységgel, DDR memóriákkal. A gyorsabb chipek Pro, a legjobbak pedig XT utónévvel kerülnek forgalomba. Laptopokba szánt változata a Mobility Radeon. 2005-ben megjelent az igényeknek megfelelően a cég saját megoldása a több videókártya együttes használatára, ez az ATI CrossFire.
- FireGL: elsősorban munkaállomások gépeibe szánt chip, a Radeon alapjain. 2001-től van gyártásban.
- FireMV: munkaállomások számára gyártják, ahol szükség van többképernyős üzemmódra. Csak 2D-s üzemmóddal rendelkezik, ezért a leggyengébb Radeon chipek az alapjai.

A kártyák vezérlésére az ATI Catalyst meghajtóprogram alkalmas.

### PC chipsetek
- IGP 3x0: a cég első chipsetje, integrált Radeon VGA-val.
- 9100 IGP: az első teljes körű chipset, saját gyártású déli híddal és DirectX 8.1-képes VGA-val.
- Xpress 200: PCI Express alapú Athlon 64 és Pentium 4 chipset, DirectX 9.0c alapú VGA-val. Egy módosított változata, az Xpress 3200 képes a CrossFire üzemmódra.
- Xpress 1250: az Xpress 200 módosított változata.
- AMD 700: a fúzió utáni, már kizárólag AMD-rendszerekbe készített chipset.

### Multimédiás megoldások
- ATI All-In-Wonder: Rage vagy Radeon-alapú videókártyák, melyek beépített TV-tunerrel rendelkeznek. Gyártásukkal 2004-ben felhagytak.
- TV Wonder/HDTV Wonder: TV-tuner kártyák, melyek a digitális televíziózást is támogatják.
- Xilleon: egy 32 bites MIPS processzor (MIPS 4Kc mag), mely képes hardveresen dekódolni az MPEG2-t, H.264-et, illetve a VC-1-et.
- Remote Wonder: a felsorolt eszközök távirányítható változatai

### Konzolok
- Flipper: a Nintendo GameCube grafikus chipje, melyet az ArtX tervezett, de a gyártás előtt az ATI felvásárolta.
- Xenos: az Xbox 360 grafikus chipje.
- Hollywood: a Nintendo Wii grafikus chipje.